# Audinghen
Audinghen è un comune francese di 594 abitanti situato nel dipartimento del Passo di Calais nella regione dell'Alta Francia.

## Villaggi vicini
Audresselles, Tardinghen

## Società

### Evoluzione demografica
Abitanti censiti